# The Joy of Sect
«The Joy of Sect» (с англ. — «Радостная секта») — тринадцатый эпизод девятого сезона «Симпсонов». Премьерный показ состоялся 8 февраля 1998 года.

## Сюжет
Симпсоны вступают в секту передвиженцев, лидер которой прославляет вымышленную планету Блистония (планету Радости), внушает своим последователям, что однажды все вместе они отправятся туда и заживут счастливой безмятежной жизнью. Мардж не дает промыть себе мозги, нанимает садовника Вилли в помощники и строит план по вызволению мужа и детей из скользких лап секты.

## Культурные отсылки
- Лидер секты разъезжает на Роллс-Ройсе, пока члены секты работают в поле. Это возможная отсылка к деятельности Ошо.
- Название серии отсылает к книге «The Joy of Sex».
- Большая часть атрибутов несостоявшейся религии Бернса является пародией на промоматериалы к альбому Майкла Джексона «HIStory: Past, Present and Future, Book I».
- В Спрингфилдском аэропорту находится магазин «Книжный магазин Крайтона и Кинга», в котором продают книги только этих двух авторов. Они прославились в том числе и за свои произведения, в которых фигурирует аэропорт.